# Епархия Колона — Куна-Ялы
Епархия Колона — Куна-Ялы (лат. Dioecesis Columbensis-Kunayalensis) — епархия Римско-Католической церкви с центром в городе Колон, Панама. Епархия Колона — Куна-Ялы входит в митрополию Панамы. Епархия Колона — Куна-Ялы распространяет свою юрисдикцию на всю территорию провинции Колон и автономное управление индейцев Куна-Яла. Кафедральным собором епархии Колона — Куна-Ялы является церковь Непорочного Зачатия Пресвятой Девы Марии в Колоне.

## История
15 декабря 1988 года Папа Римский Иоанн Павел II издал буллу «Cum Venerabiles Fratres», которой учредил епархию Колона, выделив её из апостольского викариата Дарьена.
13 июня 1997 года епархия Колона была переименована в епархию Колона — Куна-Ялы.

## Ординарии епархии
- епископ Carlos María Ariz Bolea CMF[1] (15.12.1988 — 18.06.2005);
- епископ Audilio Aguilar Aguilar (6.08.2005 — 30.04.2013), назначен епископом Сантьяго-де-Верагуаса.
- епископ Manuel Ochogavía Barahona, OSA (с 7 июля 2014 года).

## Источник
- Annuario Pontificio, Libreria Editrice Vaticana, Città del Vaticano, 2003, ISBN 88-209-7422-3
- Булла Cum Venerabiles Fratres  (лат.)